# Social Udvikling
Social Udvikling er et tidsskrift, der blev startet i 1990 under navnet Udvikling Tidsskrift om udviklingshæmmede af Svend Petersen, Hans Christian Hansen, Tom Juul Hansen og Henning Jahn. I 2004 fusionerede Udvikling med Forstandergruppen, der fra 2006 skiftede navn til Socialt Lederforum. Dermed blev tidsskriftet Udvikling, Forlaget Udvikling og Socialt Lederforum integreret i samme forening.
I perioden 1990 - 2012 udkom tidsskriftet fire gange årligt. Fra 2013 er tidsskriftet udkommet seks gange om året.
Det var også i 2013 tidsskriftet skiftede navn fra Udvikling Tidsskrift om udviklingshæmmede til Social Udvikling. Tidsskriftets indhold omhandler primært arbejdet for mennesker med funktionsnedsættelse.

## Redaktører afUdviklingogSocial Udvikling
- 1990 - 1991 Henning Jahn (ansvarshavende redaktør)[2]
- 1992 -1996 Hans Christian Hansen (ansvarshavende redaktør)[3]
- 1997- 2001 Henning Jahn (ansvarshavende redaktør)[4]
- 2001 - 2012 Hans Christian Hansen (ansvarshavende redaktør)[5]
- 2012 Susanne Thorsager (redaktør), Ib Poulsen (ansvarshavende redaktør)[6]
- 2014 Ditte Sørensen (redaktør), Ib Poulsen (ansvarshavende redaktør)[7]
- 2015 Ditte Sørensen (redaktør), Bo Mollerup (ansvarshavende redaktør)[8]
- 2016 Susanne Thorsager (redaktør), Bo Mollerup (ansvarshavende redaktør)[9]